# Остудник полігамний
Остудник полігамний, остудник багатошлюбний  (Herniaria polygama) — вид рослин з родини гвоздичних (Caryophyllaceae), поширений у східній Європі й на схід до північно-західного Китаю.

## Опис
Однорічна трав'яниста рослина 5–25 см заввишки. Листки голі. Чашолистки довгасті, внизу з довгими гачкуватими волосками. Рослина запушена. Стебла розлогі. Черешки короткі; листова пластина довгасто-еліптична, 3–10 × 1–3 мм, верхівка тупа. Щільне суцвіття (6)10–12 або більше квіткове. Квітки 1.4–1.5(1.7) мм. Чашолистки ланцетні, ≈ 1.5 × 0.5 мм, знизу волохаті, верхівки шпилясті. Тичинок 4, коротші від чашолистків. Сім'янка яйцеподібна.

## Поширення
Поширений у східній Європі й на схід до пн.-зх. Китаю (Сіньцзян).
В Україні вид зростає на відкритих місцях, в соснових лісах — у Поліссі, зрідка; в Лісостепу і на півночі Степу, спорадично.